# 白上郵便局
白上郵便局（しらがみゆうびんきょく）は、島根県益田市にある郵便局。民営化前の分類では集配特定郵便局であった。
郵便局名の読みは「しらがみ」だが、地名は「しらかみ」と読む。

## 概要
住所：〒698-2199 島根県益田市白上町イ690-1

## 沿革
- 1922年（大正11年）10月26日 - 中西（なかにし）郵便局として開設[1]。
- 1953年（昭和28年）11月1日 - 白上郵便局に改称。
- 2007年（平成19年）10月1日 - 民営化に伴い、併設された郵便事業益田支店白上集配センターに一部業務を移管。
- 2012年（平成24年）10月1日 - 日本郵便株式会社発足に伴い、郵便事業益田支店白上集配センターを白上郵便局に統合。
- 2015年（平成27年）3月2日 - 飯浦郵便局から「699-37xx」区域の集配業務を移管。

## 取扱内容
- 郵便、印紙、ゆうパック、内容証明
- 貯金、為替、振替、振込、国債
- 生命保険、バイク自賠責保険
- ゆうちょ銀行ATM
- 「698-21xx」「699-37xx」区域（益田市内の一部地域）の集配業務

## 周辺
- 益田市立中西小学校
- 益田市立中西中学校

## アクセス
- 石見交通・益田市生活バス 中西小学校前停留所
- 島根県道・山口県道14号益田阿武線沿い
- 駐車場あり：5台